# 1991 FL2
1991 FL2 är en asteroid i huvudbältet som upptäcktes den 20 mars 1991 av den belgiske astronomen Henri Debehogne vid La Silla-observatoriet.
Asteroiden har en diameter på ungefär 7 kilometer.